# Благоя Колев
Благоя Колев (мак. Благоја Колев; 2 лютого 1930, Светий Николе — 15 липня 2021) — македонський архітектор і урбаніст.

## Біографічні відомості
Благоя Колев закінчив архітектурний факультет технічного факультету в Скоп'є в 1955 році та отримав ступінь доктора в Белграді в 1981 році. Як дизайнер працював в Управлінні урбаністики Соціалістичної Республіки Македонія і в Управлінні урбаністики та архітектури міста Скоп'є Повний професор факультету архітектури в Скоп'є. Його творчість у галузі архітектурно-містобудування багата і різноманітна. Брав участь у розробці просторово-міських планів Скоп'є. Також займається журналістською діяльністю та малює.
Відомі реалізації:
- Будинок культури в Куманово (1974);
- Економічний банк у Скоп'є (1975)
- Готель «Панорама» в Крушево (1978);
- об'єкт НІП «Нова Македонія» (1985).

Очолював консультаційну групу під час розробки Регіонального плану міста Скоп'є.